# Mistpilzverwandte
Die Mistpilzverwandten (Bolbitiaceae) sind eine Familie der Pilze in der Ordnung der Champignonartigen (Agaricales). Die Arten dieser Familie wachsen auf Erde, Pflanzenresten oder Mist.

## Merkmale
Die in der Regel recht kleinen und manchmal sehr kurzlebigen Fruchtkörper sind agaricoid, das heißt, sie haben einen zentral gestielten und glänzenden oder oft hygrophanen Hut. Sie sind meist bräunlich oder gelblich gefärbt und können manchmal bei Berührung blauen. Ein Schleier ist nur selten vorhanden. Die Lamellen sind angewachsen und laufen teilweise leicht herab oder sind fast frei. Sie sind braun bis rötlich gefärbt. Gasteroide oder Sekotioide und gallertige Fruchtkörper sind seltene Ausnahmen.
Die Hyphen tragen bei den meisten Arten Schnallen. Die Basidien sind oft kurz und breit und ein- bis viersporig. Manche Arten haben auch Zystiden, die man überwiegend auf den Lamellenschneiden, seltener auch auf der Fläche findet. Das Sporenpulver ist rostbraun oder tabakbraun gefärbt. Die Basidiosporen werden normalerweise aktiv abgegeben (Ballistosporen) und sind meist glatt und nur sehr selten ornamentiert. In der Regel haben sie einen deutlichen Keimporus.

## Verbreitung und Ökologie
Die Familie ist in allen Klimazonen weit verbreitet. Die meisten Arten wachsen auf dem Boden, auf verrottendem pflanzlichem Material oder ernähren sich von Dung. Einige Arten wachsen in oder auf Tiernestern. Die meisten Arten findet man im Grünland, einige zeichnen sich dadurch aus, dass sie 
gut an Trockenheit angepasst sind.

## Gattungen
Die Familie enthält 18 Gattungen, davon sind 6 in Europa vertreten. Die wichtigsten sind: 
- Mistpilze (Bolbitius)
- Samthäubchen (Conocybe)
- Faltenhäublinge (Galerella)
- Düngerlinge (Panaeolus)
- Glöckchenschüpplinge (Pholiotina)

## Bedeutung
Einige Arten sind giftig, sie können Psilocybin, Phallotoxine und das zyklische Peptid Amantoxin enthalten.

## Quelle
- Rudolf Schubert, Horst Herbert Handke, Helmut Pankow: Niedere Pflanzen. In: Rothmaler Exkursionsflora von Deutschland. 3. Auflage. Band 1. Spektrum Akademischer Verlag, München 1994, ISBN 978-3-8274-0655-2.